# 平山旅館
平山旅館（ひらやまりょかん）は、長崎県壱岐市の湯ノ本温泉にある温泉旅館。

## 概要
長崎県壱岐市勝本町の壱岐湯ノ本温泉にある。子宝の湯として有名。神功皇后が応神天皇の産湯を使ったという伝説がある。

## 沿革
- 1935年（昭和10年） - 勝本町立石西触77番地に温泉権を購入
- 1961年（昭和36年） - 旅館落成式 有限会社平山旅館設立
- 2002年（平成14年） - 日本オンラインショッピング大賞最優秀賞受賞
- 2003年（平成15年） - SOHOドメインホームページ大賞審査員奨励賞
- 2004年（平成16年） - 壱岐もの屋本店オープン
- 2005年（平成17年） - シックスアパート賞受賞
- 2006年（平成18年） - 九州ウェブサイト大賞2006

## 関係者
- 平山泰朗